# Doggystyle (tv-serie)
 Der er for få eller ingen kildehenvisninger i denne artikel, hvilket er et problem. Du kan hjælpe ved at angive troværdige kilder til de påstande, som fremføres i artiklen.

 For alternative betydninger, se Doggystyle. (Se også artikler, som begynder med Doggystyle)
Doggystyle er en dansk ungdoms-fiktionsserie, der sendes på DR3. Serien er skrevet og instrueret af Anna Emma Haudal.og hun begyndte at skrive manuskriptet i 2017

## Handling
Den handler om den 21-årige Asta, der er født og opvokset i Odsherred. Hun er flyttet til København for at realisere sin drøm om at gøre karriere som skuespiller, men på grund af pengemangel, må hun se sig nødsaget til at flytte hjem til sine forældre i provinsen.

## Medvirkende
- Rosemarie Mosbæk - Asta
- Josephine Park - Jose
- Sarah Juel Werner - Ida
- Dorte Højsted - Hanne
- Anders Brink Madsen - Jens
- Jeppe Ellegaard Marling - Bjarke

## Temaer
Serien viser nogle de udfordringer, der kan være forbundet med at være ung og identitetssøgende. Det omhandler blandt andet det at skulle træffe en række vigtige beslutninger vedrørende uddannelse, kærlighed, venskaber og lignende, der skaber stimulation og identitet hos det unge menneske. Imidlertid viser den hvordan forskellige faktorer, såsom ophavet til provinsen, kan være modstandsvirkende årsag til at mulighederne for at udfolde sig begrænses.